# Расселл, Бренда
Бре́нда Ра́сселл (англ. Brenda Russell), урождённая Го́рдон (англ. Gordon; род. 8 апреля 1949, Бруклин, Нью-Йорк) — американская певица, автор песен, продюсер и пианистка. Четырёхкратная номинантка на премию «Грэмми».
В общей сложности, выпустила 12 альбомов, самым успешным из которых является Get Here 1988 года. В качестве автора песен сотрудничала с такими музыкантами как Дайана Росс, Бэбифейс, Мэри Джей Блайдж, Рэй Чарльз, Джо Кокер, Роберта Флэк, Джанет Джексон, Чака Хан, Донна Саммер, Лютер Вандросс.

## Биография
Семья Бренды Гордон переехала в Торонто, Канада, когда ей было 12 лет. В юности она выступала там с местными группами, в частности пела в женской группе под названием The Tiaras, с которой она выпустила сингл «Where Does All the Time Go» в 1968 году.
В начале 1970-х она вышла замуж за музыканта Брайана Рассела, который также был ведущим канадского телешоу Music Machine, а в 1973 году они переехали в Лос-Анджелес и работали там сессионными музыкантами. Супруги выпустили два альбома дуэтом Brian and Brenda в 1976 и 1977 годах. В 1968 году их совместная песня «That’s All Right Too» заняла 67-е место в чарте Billboard R&B. После развода Бренда Рассел посвятила себя своей сольной карьере.
В 1978 году она подписала контракт с A&M Records, а в 1979 году выпустила одноимённый дебютный альбом. Сингл «So Good, So Right» поднялся на 30-е место в поп-чарте США, а также на 15-е место в чарте R&B. Следующий сингл «Way Back When» вскоре после этого занял 42-е место в списке хитов R&B. Следующий альбом Love Life вышел в 1981 году, включённый в него «If You Love (The One You Lost)» смог попасть в чарты R&B, заняв 50-е место.
В 1982 году Рассел присоединилась к Warner Bros. Records и выпустила неудачный альбом Two Eyes. За этим последовал переход обратно в A&M, где в 1988 году вышел самый успешный её альбом Get Here. С выходом «Piano in the Dark», которую она пела с Джо Эспозито, ей удалось попасть в топ-10 хитов в R&B (8-е место) и поп-чарте (6-е место). Синглы «Gravity» и «Get Here» заняли средние позиции в чарте R&B. Рассела получила номинации на «Грэмми» за «Piano in the Dark» («Песня года» и «Лучший поп-дуэт» (с Джо Эспозито)), а также за «Get Here» («Лучшее женское вокальное поп-исполнение»).
В 1990 году вышел альбом Kiss Me with the Wind, но не смог повторить успех предшественника. «Stop Running Away», которую Рассел написал вместе с Нарадой Майклом Уолденом, который также взял на себя продюсирование трека, стал её последним хитом R&B в топ-40. Кроме того, переход на EMI США и выпуск альбома Soul Talkin’ не принесли желаемого успеха в 1993 году. В последующие годы Рассел работала сессионным музыкантом у Барбры Стрейзанд, Элтона Джона и Бетт Мидлер; Кроме того, Стрейзанд, Лютер Вандросс и Донна Саммер записали несколько её песен.
Следующие сольные альбомы Paris Rain (2000) и Between the Sun and the Moon (2004) привлекли мало внимания. С тех пор Рассел, в частности, работает музыкальной актрисой. В качестве члена актёрского состава бродвейской постановки «Цветы лиловые полей» она получила номинацию на «Грэмми» в 2006 году за «Лучший альбом для музыкального театра»

## Дискография
- Brenda Russell (1979)
- Love Life (1981)
- Two Eyes (1983)
- Get Here (1988)
- Kiss Me With The Wind (1990)
- Greatest Hits (1992)
- Soul Talkin' (1993)
- Paris Rain (2000)
- Ultimate Collection (2001)
- So Good So Right: The Best Of Brenda Russell (2003)
- Between The Sun And The Moon (2004)
- In the Thick of It: The Best of Brenda Russell (2009)